# Турма (Иркутская область)
Турма — посёлок в Братском районе Иркутской области России. Административный центр и единственный населённый пункт Турманского сельского поселения.

## География
Посёлок находится на расстоянии примерно 35 км к западу от города Братск, административного центра района. Абсолютная высота — 422 м над уровнем моря.

## Население
| 2002  | 2010  | 2011  | 2012  | 2013  | 2014  | 2015  |
| ----- | ----- | ----- | ----- | ----- | ----- | ----- |
| 2040  | ↘2019 | ↘2008 | ↘1974 | ↘1963 | ↘1958 | ↘1927 |
| 2016  | 2017  |       |       |       |       |       |
| ↘1918 | ↘1873 |       |       |       |       |       |

### Половой состав
По данным Всероссийской переписи, в 2010 году численность населения посёлка составляла 2019 человек (977 мужчин и 1042 женщины).

## Улицы
| - ул. Больничная, - ул. Гагарина, - ул. Горького, - ул. Железнодорожная, - ул. Калинина, - ул. Комсомольская, - ул. Лесная, - ул. Молодёжная, | - ул. Нагорная, - ул. Октябрьская, - ул. Пушкина, - ул. Сибирская, - ул. Советская, - ул. Строительная, - ул. Толейская, - ул. Школьная, | - пер. Больничный, - пер. Западный, - пер. Пионерский, - пер. Спутник, - пер. Центральный, - пер. Ясный. |

## Инфраструктура
В посёлке расположена одноимённая станция Восточно-Сибирской железной дороги. Также в Турме имеется средняя общеобразовательная школа.